# Eline Beringsová
Eline Beringsová (* 28. května 1986 Gent) je belgická atletka, jejíž specializací je běh na 60 a 100 metrů překážek. V roce 2009 se stala v Turíně halovou mistryní Evropy.

## Kariéra
Na mistrovství světa do 17 let 2003 v kanadském Sherbrooke skončila na sedmém místě. V roce 2005 se stala v litevském Kaunasu juniorskou mistryní Evropy. Na halovém mistrovství Evropy 2007 v Birminghamu doběhla ve finále na posledním, osmém místě. V témž roce neprošla na mistrovství světa v Ósace úvodním rozběhem. V roce 2008 skončila na halovém MS ve Valencii v semifinále.

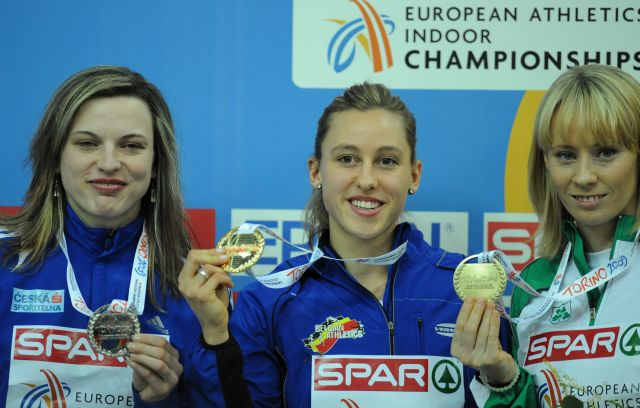
zleva Lucie Škrobáková, Eline Beringsová a Derval O'Rourkeová na HME 2009

26. února 2009 se zúčastnila mítinku světových rekordmanů, který se konal v pražské O2 Areně. Ve finále skončila na druhém místě (7,97 s). O několik dní později, 6. března získala na halovém ME v Turíně zlatou medaili. Ve finále zaběhla šedesátimetrovou trať s pěti překážkami v novém osobním rekordu 7,92 s. O tři setiny pomalejší byla česká překážkářka Lucie Škrobáková a bronz vybojovala Irka Derval O'Rourkeová, která na Belgičanku ztratila pět setin .
Na mistrovství světa v Berlíně 2009 si vyrovnala v semifinále časem 12,94 s osobní rekord, do finále však nepostoupila, když skončila na děleném 13. místě ze 24 závodnic . V roce 2010 na halovém MS v katarském Dauhá se umístila v semifinále časem 8,05 s na celkovém desátém místě a do osmičlenného finále nepostoupila.